# Igreja de Santo André de Biberatica
Sant'Andrea de Biberatica ou Igreja de Santo André de Biberatica era uma igreja de Roma, Itália, localizada no rione Trevi. Dedicada a Santo André, estava situada numa região chamada de "Biberatica", no sopé do monte Quirinal, onde hoje está a via della Pilotta.

## História
Nos documentos antigos, esta igreja aparece com nomes diversos, principalmente corruptelas do topônimo original: "de beveratica", "de veneratica", "in liberatica" oi "de viperatica". Esta última versão levou Gregoróvio a interpretar que sua origem seria uma suposta infestação reptiliana na região ou algum artefato antigo reproduzindo uma serpente. Armellini e Hülsen rejeitam esta interpretação, pois o termo "Biberatica" era utilizado na Idade Média para indicar a área do monte Quirinal onde hoje está a basílica dos Santi Apostoli, uma referência às fontes de água no subsolo da região. O nome aparecia também nos antigos catálogos ligados a pelo menos duas outras igrejas, San Lorenzo de Biberatica e San Silvestro in Biberatica. Existe também o registro da utilização do nome Sant'Andrea de Viculo, uma referência a uma viela vizinha.
A igreja, com o mosteiro vizinho, foi mencionada pela primeira vez no Liber Pontificalis, na biografia do papa Leão III (r. 795–816): "S. Andreae quod ponitur iuxta SS. Apostolorum". Outros documentos papais mencionando a igreja no final do século XIV, habitado por freiras beneditinas. Depois disto, a igreja provavelmente se arruinou, pois não foi citada nos catálogos do século XV, mas volta a ser mencionada em um catálogo de 1555 com o nome de "S. Andreae prope sanctos Apostolos regione Trivii", o que corresponde à porção oriental do moderno Palazzo Colonna. 
Foi demolida ainda no século XVI.
Armellini faz referência a uma tradição segundo a qual as freiras beneditinas eram encarregadas dos cordeiros de cuja lã seriam tecidos os pálios que os papas entregam aos patriarcas e arcebispos.